# Lobby sionista dels Estats Units
El lobby sionista dels Estats Units es defineix com una coalició d'individus i organitzacions, que tracten d'influir en la política exterior estat-unidenca, per recolzar a l'estat sionista d'Israel i les seves polítiques.

## Estructura
El lobby sionista dels Estats Units, està integrat per components formals i informals segons Bard. Els components "tendeixen a entrecreuar-se en diversos punts pel que la distinció no sempre és clara."

### Lobby informal
Mitchell Bard defineix com a lobby informal, a un grup de pressió, que a través dels mitjans de comunicació, te influència en els ciutadans amb dret a vot, i en el comportament de l'opinió pública estatunidenca, tot el que fa referència a la política dels Estats Units d'Amèrica en l'Orient Mitjà.Bard descriu els motius del lobby pro-israelià de la següent manera:
Els jueus estatunidencs reconeixen la importància de donar suport a l'Estat d'Israel, degut a les greus conseqüències que podria tenir l'alternativa. Malgrat que Israel és considerat com el quart país més poderós militarment del món, l'amenaça que temen els israelians no és pas una derrota militar, sinó l'extermini del seu poble. Al mateix temps, els jueus estatunidencs, tenen por del que pot succeir als Estats Units d'Amèrica, si ells perden el poder polític."

### Lobby formal
El component formal del lobby sionista consisteix en grups de lobby, comitès d'acció política, think tanks i grups de vigilància dels mitjans de comunicació.Aquests grups clau apunten a presentar polítiques amb la representació unificada de missatges a través de l'agregació i filtrat de la diversitat d'opinions sostingudes pels grups del lobby sionista més petits i de la comunitat jueva nord-americana en general. L'espectre divers de les opinions sostingudes pels jueus nord-americans es reflecteix en els nombrosos grups formals pro-Israel, i és per això que alguns analistes fan una distinció entre els grups del lobby sionista de tendència dretana i de tendència esquerrana.
- L'American Israel Public Affairs Committee (AIPAC) (en català: Comitè d'Afers Públics entre Israel i els Estats Units), es un grup que fa tasques de lobby i que pressiona directament al poder legislatiu dels Estats Units.
- La Conferència de Presidents de les Organitzacions Jueves Americanes (en anglès: Conference of Presidents of Major American Jewish Organizations) és el principal contacte entre la comunitat jueva i el poder executiu dels Estats Units.[2]
- El Consell Americà-Israelià (en anglès: Israeli American Council) (en hebreu: ארגון הקהילה הישראלית-אמריקאית) és una organització americana que té com a missió: "construir i mantenir unida a la comunitat estatunidenca-israeliana durant les properes generacions i fomentar el seu suport cap a l'estat d'Israel."
- L'associació dels Cristians Units per Israel (en anglès: Christians United For Israel) (CUFI) és una organització cristiana americana pro-israeliana, que s'autodefineix com un moviment nacional de base centrat en donar suport a Israel. És la major organització pro-israeliana dels Estats Units.